# Aegviidu (stacja kolejowa)
Aegviidu – stacja kolejowa w Estonii w miejscowości Aegviidu. Znajduje się na linii kolejowej Tallinn – Narwa. Jest ostatnią, licząc od Tallinna, stacją zelektryfikowaną na tej linii.
Stacja została wybudowana w 1870 roku w ramach budowy kolei bałtyckiej, z Gatczyny przez Narwę i Tallinn do Paldiski. W 1997 roku budynek stacji został wpisany do rejestru zabytków.
Kolejna stacja w kierunku Tallinna to Mustjõe, zaś w stronę Narwy – Nelijärve.